# Seznam zápasů polské fotbalové reprezentace na MS
Polská fotbalová reprezentace byla celkem 9x na mistrovstvích světa ve fotbale a to v letech 1938, 1974, 1978, 1982, 1986, 2002, 2006, 2018 a 2022.
- Aktualizace po MS 2022 - Počet utkání - 38 - Vítězství - 17x - Remízy - 6x - Prohry - 15x

| Číslo | Soupeř         | Výsledek   | MS      | Fáze turnaje                  | Góly Polska                                                                             |
| ----- | -------------- | ---------- | ------- | ----------------------------- | --------------------------------------------------------------------------------------- |
| 1.    | Brazílie       | 5 – 6 (PP) | MS 1938 | první kolo                    | Fryderyk Scherfke (penalta), Ernest Wilimowski (4)                                      |
| 2.    | Argentina      | 3 – 2      | MS 1974 | základní skupina 4            | Grzegorz Lato (2), Andrzej Szarmach                                                     |
| 3.    | Haiti          | 7 – 0      | MS 1974 | základní skupina 4            | Grzegorz Lato (2), Kazimierz Deyna, Andrzej Szarmach (3), Jerzy Gorgoń                  |
| 4.    | Itálie         | 2 – 1      | MS 1974 | základní skupina 4            | Andrzej Szarmach, Kazimierz Deyna                                                       |
| 5.    | Švédsko        | 1 – 0      | MS 1974 | semifinálová fáze - skupina B | Grzegorz Lato                                                                           |
| 6.    | Jugoslávie     | 2 – 1      | MS 1974 | semifinálová fáze - skupina B | Kazimierz Deyna(penalta), Grzegorz Lato                                                 |
| 7.    | Německo        | 0 – 1      | MS 1974 | semifinálová fáze - skupina B | Ne                                                                                      |
| 8.    | Brazílie       | 1 – 0      | MS 1974 | o 3. místo                    | Grzegorz Lato                                                                           |
| 9.    | Německo        | 0 – 0      | MS 1978 | základní skupina 2            | Ne                                                                                      |
| 10.   | Tunisko        | 1 – 0      | MS 1978 | základní skupina 2            | Grzegorz Lato                                                                           |
| 11.   | Mexiko         | 3 – 1      | MS 1978 | základní skupina 2            | Zbigniew Boniek (2), Kazimierz Deyna                                                    |
| 12.   | Argentina      | 0 – 2      | MS 1978 | semifinálová fáze B           | Ne                                                                                      |
| 13.   | Peru           | 1 – 0      | MS 1978 | semifinálová fáze B           | Andrzej Szarmach                                                                        |
| 14.   | Brazílie       | 1 – 3      | MS 1978 | semifinálová fáze B           | Grzegorz Lato                                                                           |
| 15.   | Itálie         | 0 – 0      | MS 1982 | základní skupina 1            | Ne                                                                                      |
| 16.   | Kamerun        | 0 – 0      | MS 1982 | základní skupina 1            | Ne                                                                                      |
| 17.   | Peru           | 5 – 1      | MS 1982 | základní skupina 1            | Włodzimierz Smolarek, Grzegorz Lato, Zbigniew Boniek Andrzej Buncol, Włodzimierz Ciołek |
| 18.   | Belgie         | 3 – 0      | MS 1982 | skupinová fáze A              | Zbigniew Boniek (3)                                                                     |
| 19.   | Sovětský svaz  | 0 – 0      | MS 1982 | skupinová fáze A              | Ne                                                                                      |
| 20.   | Itálie         | 0 – 2      | MS 1982 | semifinále                    | Ne                                                                                      |
| 21.   | Francie        | 3 – 2      | MS 1982 | o 3. místo                    | Andrzej Szarmach, Stefan Majewski, Janusz Kupcewicz                                     |
| 22.   | Maroko         | 0 – 0      | MS 1986 | základní skupina F            | Ne                                                                                      |
| 23.   | Portugalsko    | 1 – 0      | MS 1986 | základní skupina F            | Włodzimierz Smolarek                                                                    |
| 24.   | Anglie         | 0 – 3      | MS 1986 | základní skupina F            | Ne                                                                                      |
| 25.   | Brazílie       | 0 – 4      | MS 1986 | osmifinále                    | Ne                                                                                      |
| 26.   | Jižní Korea    | 0 – 2      | MS 2002 | základní skupina D            | Ne                                                                                      |
| 27.   | Portugalsko    | 0 – 4      | MS 2002 | základní skupina D            | Ne                                                                                      |
| 28.   | USA            | 3 – 1      | MS 2002 | základní skupina D            | Emmanuel Olisadebe, Paweł Kryszałowicz, Marcin Żewłakow                                 |
| 29.   | Ekvádor        | 0 – 2      | MS 2006 | základní skupina A            | Ne                                                                                      |
| 30.   | Německo        | 0 – 1      | MS 2006 | základní skupina A            | Ne                                                                                      |
| 31.   | Kostarika      | 2 – 1      | MS 2006 | základní skupina A            | Bartosz Bosacki (2)                                                                     |
| 32.   | Senegal        | 1 – 2      | MS 2018 | základní skupina H            | Grzegorz Krychowiak                                                                     |
| 33.   | Kolumbie       | 0 – 3      | MS 2018 | základní skupina H            | Ne                                                                                      |
| 34.   | Japonsko       | 1 – 0      | MS 2018 | základní skupina H            | Jan Bednarek                                                                            |
| 35.   | Mexiko         | 0 – 0      | MS 2022 | základní skupina C            | Ne                                                                                      |
| 36.   | Saúdská Arábie | 2 – 0      | MS 2022 | základní skupina C            | Piotr Zieliński, Robert Lewandowski                                                     |
| 37.   | Argentina      | 0 – 2      | MS 2022 | základní skupina C            | Ne                                                                                      |
| 38.   | Francie        | 1 – 3      | MS 2022 | osmifinále                    | Robert Lewandowski (penalta)                                                            |